# Spiegelen (communicatie)
Spiegelen of ook wel isopraxie genaamd, is een vorm van non-verbale communicatie of lichaamstaal, die soms bewust, maar heel vaak onbewust gebeurt.
Voorwaarde hiervoor is wel dat de gesprekspartners elkaar zien. Dit spiegelen kan gebeuren in de vorm van in een spiegel kijken en de bewegingen van de gesprekspartner min of meer in spiegelbeeld volgen, dus rechterbeen tegenover linkerbeen, maar het kan ook zijn dat er gespiegeld wordt met bijvoorbeeld rechterbeen over linkerbeen en de ander gebruikt precies hetzelfde been.
Volgens studies uit 1967 van de Amerikaanse emeritus psycholoog Albert Mehrabian Ph.D. wordt 55% van onze communicatie bepaald door onze lichaamstaal, 38% door de stem en intonatie en 7% door de letterlijke tekst. Hierbij dient opgemerkt te worden dat men dit niet moet generaliseren. Sindsdien zijn honderden studies gedaan naar non-verbale communicatie. Andere wetenschappers zoals David Buller, Judee Burgoon en Gill Woodall trekken de studies van Mehrabian ernstig in twijfel. Ze willen daarmee zeggen dat niet alleen hoe het wordt gezegd belangrijk is maar wel degelijk ook wát er wordt gezegd. Men kan niet zomaar op statistische cijfers afgaan van enkele onderzoeken voor wat betreft de menselijke communicatie, temeer daar communicatie sterk cultureel bepaald is en men resultaten van één land niet kan overnemen voor een ander land of cultuur.

## Bewust
Bewust spiegelen kan gebeuren wanneer een gesprekspartner heel subtiel wil laten merken dat hij aandacht en interesse toont voor de ander en met zijn gedachte mee wil gaan. Dit kan nuttig zijn bij onderhandelingen.

## Verkooptactiek
Verkopers (bijvoorbeeld verzekering- en autoverkopers) worden getraind in het aannemen van een spiegelhouding ten opzichte van de potentiële klant. De kunst hierbij is dat dat tijdens een verkoopgesprek zo onopvallend mogelijk gebeurt, daar anders de potentiële klant zich in het ootje genomen kan voelen.

## Sollicitatiegesprek
Tijdens een sollicitatiegesprek is het voor de sollicitant handig om zichzelf zo’n houding te geven dat hij geïnteresseerd overkomt. Zit de interviewer rechtop met de armen op tafel, dan kan de sollicitant dit ook doen. Gaat hij daarentegen achteroverleunen in zijn stoel, dan kan dat door de interviewer gezien worden als desinteresse of luiheid.

## Telefoongesprek
Ook via een telefoongesprek kan er min of meer een verbale vorm van spiegelen plaatsvinden. Bij direct marketing gebeurt zoiets vaak ongemerkt. De marketeer spreekt positief en met de potentiële klant mee, haakt in op iedere mogelijke opening het gesprek een positieve richting in te sturen.

## Digitaal
Hiermee wordt gelijk duidelijk hoe het komt dat er op internetfora en andere digitale contacten eerder kans op misverstanden en ruzies aanwezig is. De gesprekspartners kunnen elkaar niet zien (de webcam wordt hier buiten beschouwing gelaten), stemintonatie is er niet, men moet het zuiver doen met geschreven tekst. Niet iedereen is een meester in het goed en eenduidig onder woorden brengen van zijn gedachten. Minstens zo moeilijk wordt het dan voor de ander om "begrijpend" te kunnen lezen. Een klein hulpmiddel om niet iedere discussie in een polemiek (pennenstrijd) te doen ontaarden zijn de inmiddels overbekende emoticons, die vaak aan een geschreven gesprek worden toegevoegd. De knipoog: ik bedoel het niet kwaad… De vrolijke smiley: ik lach hartelijk..., vertwijfeling, schaamte, voor vele gemoedstoestanden is een emoticon bedacht.

## Onbewust
Onbewust spiegelen wordt vaak gezien bij partners die bijvoorbeeld samen tv-kijken. Ze zitten of allebei lekker onderuitgezakt op de bank, benen op tafel of opgetrokken op de bank, of ze zitten beiden op het puntje van de stoel. Ook slapen partners vaak in dezelfde houding, ‘als lepeltjes’, draait de een zich om draait de ander mee. Dit alles zegt: wij zijn het eens, wij matchen.